# Eleição municipal de Pelotas em 2016
A eleição municipal de Pelotas ocorreu em outubro de 2016 para eleger um prefeito, um vice-prefeito e 21 vereadores. A prefeita eleita foi Paula Mascarenhas (PSDB), com 59,86% dos votos válidos em primeiro turno, quase o triplo do segundo lugar, Anselmo Rodrigues (PDT), que teve 20,23% dos votos.

## Eleição para prefeito

### Coligações
| Nº | Candidato(a)             | Coligação                                                                                   | Total de Recursos Recebidos | Rendimento Eleitoral |
| -- | ------------------------ | ------------------------------------------------------------------------------------------- | --------------------------- | -------------------- |
| 12 | Anselmo Rodrigues (PDT)  | "Um Governaço pelo Povo" (PDT, PP, REDE, PTN, PSDC, PHS, PTC)                               | R$ 119.924,00               | R$ 03,16/voto        |
| 13 | Miriam Marroni (PT)      | "Frente Pelotas Pode" (PT, PCdoB)                                                           | R$ 161.500,00               | R$ 13,40/voto        |
| 33 | Ledinei Santana (PMN)    | —                                                                                           | R$ 3.292,00                 | R$ 10,52/voto        |
| 45 | Paula Mascarenhas (PSDB) | "A mudança não pode parar" (PSDB, SD, PR, PRB, PMDB, PTB, PSD, PV, PPS, PSC, PSB, PMB, DEM) | R$ 604.000,00               | R$ 05,38/voto        |
| 50 | Jurandir Silva (PSOL)    | "Pelotas Merece Mudanças" (PSOL, PCB)                                                       | R$ 35.769,88                | R$ 01,64/voto        |
| 51 | Marco Marchand (PEN)     | —                                                                                           | R$ 3.650,00                 | R$ 03,17/voto        |
| 70 | Flávio de Souza (PTdoB)  | —                                                                                           | R$ 1.329,00                 | R$ 02,74/voto        |
| 90 | Fábio Tedesco (PROS)     | —                                                                                           | R$ 29.751,00                | R$ 14,51/voto        |

### Resultados
| Resumo          | Resumo                   | Resumo  | Resumo        |
| Candidatos      | Candidatos               | Votos   | %             |
| --------------- | ------------------------ | ------- | ------------- |
|                 | Paula Mascarenhas (PSDB) | 112.358 | 59,86 / 100,0 |
|                 | Anselmo Rodrigues (PDT)  | 37.967  | 20,23 / 100,0 |
|                 | Jurandir Silva (PSOL)    | 21.803  | 11,62 / 100,0 |
|                 | Miriam Marroni (PT)      | 12.054  | 6,42 / 100,0  |
|                 | Fábio Tedesco (PROS)     | 2.050   | 1,09 / 100,0  |
|                 | Marco Marchand (PEN)     | 1.151   | 0,61 / 100,0  |
|                 | Ledinei Santana (PMN)    | 313     | 0,17 / 100,0  |
|                 | Flávio de Souza (PTdoB)  | 0       | 0,00 / 100,0  |
| Votos válidos   | Votos válidos            | 187.696 | 100,0 / 100,0 |
| Votos válidos   | Votos válidos            | 187.696 | 91,5 / 100,0  |
| Votos em branco | Votos em branco          | 7.064   | 3,44 / 100,0  |
| Votos nulos     | Votos nulos              | 10.370  | 5,06 / 100,0  |
| Comparecimento  | Comparecimento           | 205.130 | 100,0 / 100,0 |
| Comparecimento  | Comparecimento           | 205.130 | 89,72 / 100,0 |
| Abstenção       | Abstenção                | 23.503  | 10,28 / 100,0 |

## Eleição para vereador

### Coligações
| Coalizão (Candidato que a coligação apoia para prefeito) | Coligação (Partidos) |
| -------------------------------------------------------- | -------------------- |
| Anselmo Rodrigues (PDT)                                  | DEM, PHS, PTC        |
| Anselmo Rodrigues (PDT)                                  | PDT                  |
| Anselmo Rodrigues (PDT)                                  | PP, REDE, PTN        |
| Miriam Marroni (PT)                                      | PT, PCdoB            |
| Ledinei Santana (PMN)                                    | PMN                  |
| Paula Mascarenhas (PSDB)                                 | PSDB-SD              |
| Paula Mascarenhas (PSDB)                                 | PTB-PSD-PV-PSC       |
| Paula Mascarenhas (PSDB)                                 | PSB                  |
| Paula Mascarenhas (PSDB)                                 | PMDB-PPS             |
| Paula Mascarenhas (PSDB)                                 | PRB-PR               |
| Jurandir Silva (PSOL)                                    | PSOL                 |
| Marco Marchand (PEN)                                     | PEN                  |
| Flávio de Souza (PTdoB)                                  | PTdoB                |
| Fábio Tedesco (PROS)                                     | PROS                 |

### Resultados
| Resumo (por coligação e partido)    | Resumo (por coligação e partido)    | Resumo (por coligação e partido) | Resumo (por coligação e partido) | Resumo (por coligação e partido) | Resumo (por coligação e partido) | Resumo (por coligação e partido) |
| Coligações / Partidos Independentes | Coligações / Partidos Independentes | Votos                            | %                                | %                                | Vereadores                       | Vereadores                       |
| ----------------------------------- | ----------------------------------- | -------------------------------- | -------------------------------- | -------------------------------- | -------------------------------- | -------------------------------- |
|                                     | PSDB / SD                           | 32.201                           | 17,87 / 100,0                    | —                                | 4 / 21                           | —                                |
| PSDB                                | 31.620                              | 17,54 / 100,0                    | 7,0%                             | 4 / 21                           | 2                                |                                  |
| SD                                  | 581                                 | 0,32 / 100,0                     | —                                | 0 / 21                           | 0                                |                                  |
|                                     | PTB / PSD / PSC / PV                | 26.277                           | 14,58 / 100,0                    | —                                | 4 / 21                           | —                                |
| PTB                                 | 19.025                              | 10,56 / 100,0                    | 3,6%                             | 3 / 21                           | 1                                |                                  |
| PSD                                 | 5.757                               | 3,19 / 100,0                     | 1,8%                             | 1 / 21                           | 1                                |                                  |
| PSC                                 | 1.126                               | 0,71 / 100,0                     | 0,1%                             | 0 / 21                           | 0                                |                                  |
| PV                                  | 369                                 | 0,20 / 100,0                     | 0,1%                             | 0 / 21                           | 0                                |                                  |
|                                     | PDT                                 | 24.173                           | 13,41 / 100,0                    | 1,4%                             | 3 / 21                           | 0                                |
|                                     | PSB                                 | 21.543                           | 11,95 / 100,0                    | 4,2%                             | 3 / 21                           | 1                                |
|                                     | PT / PC do B                        | 18.978                           | 10,53 / 100,0                    | —                                | 2 / 21                           | —                                |
| PT                                  | 16.262                              | 9,02 / 100,0                     | 9,8%                             | 2 / 21                           | 2                                |                                  |
| PC do B                             | 2.716                               | 1,51 / 100,0                     | 0,4%                             | 0 / 21                           | 0                                |                                  |
|                                     | DEM / PTC / PHS                     | 13.050                           | 7,24 / 100,0                     | —                                | 1 / 21                           | —                                |
| DEM                                 | 12.831                              | 7,12 / 100,0                     | 0,6%                             | 1 / 21                           | 1                                |                                  |
| PTC                                 | 154                                 | 0,09 / 100,0                     | —                                | 0 / 21                           | 0                                |                                  |
| PHS                                 | 65                                  | 0,04 / 100,0                     | 0,5%                             | 0 / 21                           | 0                                |                                  |
|                                     | PMDB / PPS                          | 11.184                           | 6,21 / 100,0                     | —                                | 1 / 21                           | —                                |
| PMDB                                | 6.368                               | 3,53 / 100,0                     | 2,2%                             | 1 / 21                           | 0                                |                                  |
| PPS                                 | 4.816                               | 2,67 / 100,0                     | 3,8%                             | 0 / 21                           | 2                                |                                  |
|                                     | PRB / PR                            | 10.013                           | 5,56 / 100,0                     | —                                | 1 / 21                           | —                                |
| PRB                                 | 7.286                               | 4,04 / 100,0                     | 0,8%                             | 1 / 21                           | 0                                |                                  |
| PR                                  | 2.727                               | 1,51 / 100,0                     | 0,8%                             | 0 / 21                           | 0                                |                                  |
|                                     | PSOL                                | 9.353                            | 5,19 / 100,0                     | 1,8%                             | 1 / 21                           | 1                                |
|                                     | PP / REDE / PTN                     | 9.100                            | 5,05 / 100,0                     | —                                | 1 / 21                           | —                                |
| PP                                  | 6.973                               | 3,87 / 100,0                     | 5,1%                             | 1 / 21                           | 1                                |                                  |
| REDE                                | 1.286                               | 0,71 / 100,0                     | —                                | 0 / 21                           | 0                                |                                  |
| PTN                                 | 841                                 | 0,47 / 100,0                     | —                                | 0 / 21                           | 0                                |                                  |
|                                     | PT do B                             | 1.931                            | 1,07 / 100,0                     | 0,8%                             | 0 / 21                           | 0                                |
|                                     | PMN                                 | 924                              | 0,51 / 100,0                     | 0,0%                             | 0 / 21                           | 0                                |
|                                     | PROS                                | 887                              | 0,49 / 100,0                     | —                                | 0 / 21                           | 0                                |
|                                     | PEN                                 | 610                              | 0,34 / 100,0                     | —                                | 0 / 21                           | 0                                |
| Votos válidos                       | Votos válidos                       | 180.224                          | 100,0 / 100,0                    | —                                | 21 / 21                          | —                                |
| Quociente eleitoral                 | Quociente eleitoral                 | 8.582                            |                                  |                                  |                                  |                                  |

| Resumo (por coalizão) | Resumo (por coalizão)     | Resumo (por coalizão) | Resumo (por coalizão) | Resumo (por coalizão) |
| Coalizão              | Coalizão                  | Votos                 | %                     | Vereadores            |
| --------------------- | ------------------------- | --------------------- | --------------------- | --------------------- |
|                       | Paula Mascarenhas (PSDB)  | 100.305               | 55,65 / 100,0         | 13 / 21               |
|                       | Anselmo Rodrigues (PDT)   | 47.236                | 26,20 / 100,0         | 5 / 21                |
|                       | Mariam Marroni (PT)       | 18.978                | 10,53 / 100,0         | 2 / 21                |
|                       | Jurandir Silva (PSOL)     | 9.353                 | 5,19 / 100,0          | 1 / 21                |
|                       | Flávio de Souza (PT do B) | 1.931                 | 1,07 / 100,0          | 0 / 21                |
|                       | Ledinei Santana (PMN)     | 924                   | 0,51 / 100,0          | 0 / 21                |
|                       | Fábio Tedesco (PROS)      | 887                   | 0,49 / 100,0          | 0 / 21                |
|                       | Marco Marchand (PEN)      | 610                   | 0,34 / 100,0          | 0 / 21                |
| Votos válidos         | Votos válidos             | 180.224               | 100,0 / 100,0         | 21 / 21               |
| Quociente eleitoral   | Quociente eleitoral       | 8.582                 |                       |                       |